# Kletterweltcup 2017
Der Kletterweltcup 2017 begann mit dem Boulder-Wettbewerb in Meiringen (Schweiz) am 7. April 2017 und endete mit dem Lead-Wettbewerb in Kranj (Slowenien) am 12. November 2017. Die 29. Saison des Weltcups umfasste 22 Veranstaltungen an 15 Orten.

## Weltcup Wertungen

### Lead
| Rang | Name                | Land       | Punkte |
| ---- | ------------------- | ---------- | ------ |
| 01   | Romain Desgranges   | Frankreich | 477    |
| 02   | Stefano Ghisolfi    | Italien    | 413    |
| 03   | Keiichiro Korenaga  | Japan      | 373    |
| 04   | Domen Škofic        | Slowenien  | 325    |
| 05   | Marcello Bombardi   | Italien    | 289    |
| 06   | Jakob Schubert      | Österreich | 265    |
| 07   | Thomas Joannes      | Frankreich | 221    |
| 08   | Kim Hanwool         | Südkorea   | 213    |
| 09   | Fedir Samoilow      | Ukraine    | 193    |
| 10   | Francesco Vettorata | Italien    | 182    |

| Rang | Name                 | Land                   | Punkte |
| ---- | -------------------- | ---------------------- | ------ |
| 01   | Janja Garnbret       | Slowenien              | 665    |
| 02   | Jain Kim             | Südkorea               | 525    |
| 03   | Anak Verhoeven       | Belgien                | 444    |
| 04   | Jessica Pilz         | Österreich             | 374    |
| 05   | Julia Chanourdie     | Frankreich             | 362    |
| 06   | Mina Markovič        | Slowenien              | 304    |
| 07   | Molly Thompson-Smith | Vereinigtes Königreich | 267    |
| 08   | Ashima Shiraishi     | Vereinigte Staaten     | 233    |
| 09   | Anne-Sophie Koller   | Schweiz                | 210    |
| 10   | Hannah Schubert      | Österreich             | 204    |

### Boulder
| Rang | Name            | Land        | Punkte |
| ---- | --------------- | ----------- | ------ |
| 01   | Chon Jongwon    | Südkorea    | 453    |
| 02   | Tomoa Narasaki  | Japan       | 404    |
| 03   | Alexei Rubzow   | Russland    | 399    |
| 04   | Keita Watabe    | Japan       | 372    |
| 05   | Kokoro Fujii    | Japan       | 327    |
| 06   | Rei Sugimoto    | Japan       | 278    |
| 07   | Jan Hojer       | Deutschland | 235    |
| 08   | Yoshiyuki Ogata | Japan       | 232    |
| 09   | Jernej Kruder   | Slowenien   | 201    |
| 10   | Jakob Schubert  | Österreich  | 186    |

| Rang | Name           | Land                   | Punkte |
| ---- | -------------- | ---------------------- | ------ |
| 01   | Shauna Coxsey  | Vereinigtes Königreich | 560    |
| 02   | Janja Garnbret | Slowenien              | 470    |
| 03   | Akiyo Noguchi  | Japan                  | 381    |
| 04   | Miho Nonaka    | Japan                  | 377    |
| 05   | Petra Klingler | Schweiz                | 290    |
| 06   | Staša Gejo     | Serbien                | 234    |
| 07   | Katja Kadic    | Slowenien              | 227    |
| 08   | Michaela Tracy | Vereinigtes Königreich | 190    |
| 09   | Fanny Gibert   | Frankreich             | 187    |
| 10   | Aya Onoe       | Japan                  | 165    |

### Speed
| Rang | Name              | Land                | Punkte |
| ---- | ----------------- | ------------------- | ------ |
| 01   | Wladislaw Deulin  | Russland            | 470    |
| 02   | Reza Alipour      | Iran                | 351    |
| 03   | Ludovico Fossali  | Italien             | 346    |
| 04   | Alexander Schikow | Russland            | 338    |
| 05   | Stanislaw Kokorin | Russland            | 331    |
| 06   | Leonardo Gontero  | Italien             | 284    |
| 07   | Qixin Zhong       | Volksrepublik China | 196    |
| 08   | Guillaume Moro    | Frankreich          | 181    |
| 09   | Danylo Boldyrev   | Ukraine             | 167    |
| 10   | Marcin Dzienski   | Polen               | 164    |

| Rang | Name             | Land       | Punkte |
| ---- | ---------------- | ---------- | ------ |
| 01   | Anouck Jaubert   | Frankreich | 545    |
| 02   | Julija Kaplina   | Russland   | 525    |
| 03   | Maria Krasavina  | Russland   | 395    |
| 04   | Anna Zyganova    | Russland   | 331    |
| 05   | Alla Marenych    | Ukraine    | 280    |
| 06   | Aurelia Sarisson | Frankreich | 276    |
| 07   | Anna Brozek      | Polen      | 271    |
| 08   | Edyta Ropek      | Polen      | 213    |
| 09   | Klaudia Buczek   | Polen      | 179    |
| 10   | Victoire Andrier | Frankreich | 177    |

## Podestplatzierungen Männer

### Lead
| Datum               | Ort               | 1. Platz           | 2. Platz           | 3. Platz          |
| ------------------- | ----------------- | ------------------ | ------------------ | ----------------- |
| 07.07. – 08.07.2017 | Villars-sur-Ollon | Romain Desgranges  | Domen Škofic       | Fedir Samoilow    |
| 12.07. – 13.07.2017 | Chamonix          | Marcello Bombardi  | Keiichiro Korenaga | Yuki Hada         |
| 28.07. – 29.07.2017 | Briançon          | Romain Desgranges  | Sean McColl        | Stefano Ghisolfi  |
| 25.08. – 26.08.2017 | Arco              | Jakob Schubert     | Adam Ondra         | Max Rudigier      |
| 23.09. – 24.09.2017 | Edinburgh         | Romain Desgranges  | Stefano Ghisolfi   | Jakob Schubert    |
| 07.10. – 08.10.2017 | Wujiang           | Stefano Ghisolfi   | Tomoa Narasaki     | Kim Hanwool       |
| 14.10. – 15.10.2017 | Xiamen            | Keiichiro Korenaga | Tomoa Narasaki     | Pan Yufei         |
| 11.11. – 12.11.2017 | Kranj             | Jakob Schubert     | Alexander Megos    | Dmitri Fakirjanow |

### Boulder
| Datum               | Ort         | 1. Platz      | 2. Platz        | 3. Platz         |
| ------------------- | ----------- | ------------- | --------------- | ---------------- |
| 07.04. – 08.04.2017 | Meiringen   | Kokoro Fujii  | Alexei Rubzow   | Keita Watabe     |
| 22.04. – 23.04.2017 | Chongqing   | Chon Jongwon  | Tomoa Narasaki  | Alexei Rubzow    |
| 29.04. – 30.04.2017 | Nanjing     | Keita Watabe  | Tomoa Narasaki  | Jernej Kruder    |
| 06.05. – 07.05.2017 | Hachiōji    | Alexei Rubzow | Tomoa Narasaki  | Keita Watabe     |
| 09.06. – 10.06.2017 | Vail        | Chon Jongwon  | Meichi Narasaki | Yoshiyuki Ogata  |
| 24.06. – 25.06.2017 | Navi Mumbai | Chon Jongwon  | Rei Sugimoto    | Alexei Rubzow    |
| 18.08. – 19.08.2017 | München     | Jan Hojer     | Tomoa Narasaki  | Taisei Ishimatsu |

### Speed
| Datum               | Ort               | 1. Platz          | 2. Platz          | 3. Platz            |
| ------------------- | ----------------- | ----------------- | ----------------- | ------------------- |
| 22.04. – 23.04.2017 | Chongqing         | Wladislaw Deulin  | Stanislaw Kokorin | Danylo Boldyrev     |
| 29.04. – 30.04.2017 | Nanjing           | Reza Alipour      | Alexander Schikow | Wladislaw Deulin    |
| 07.07. – 08.07.2017 | Villars-sur-Ollon | Reza Alipour      | Stanislaw Kokorin | Wladislaw Deulin    |
| 25.08. – 26.08.2017 | Arco              | Wladislaw Deulin  | Reza Alipour      | Ludovico Fossali    |
| 23.09. – 24.09.2017 | Edinburgh         | Ludovico Fossali  | Stanislaw Kokorin | Leonardo Gontero    |
| 07.10. – 08.10.2017 | Wujiang           | Alexander Schikow | Aspar Jaelolo     | Sufriyanto Rindi    |
| 14.10. – 15.10.2017 | Xiamen            | Wladislaw Deulin  | Aspar Jaelolo     | Kostiantin Pavlenko |

## Podestplatzierungen Frauen

### Lead
| Datum               | Ort               | 1. Platz       | 2. Platz           | 3. Platz             |
| ------------------- | ----------------- | -------------- | ------------------ | -------------------- |
| 07.07. – 08.07.2017 | Villars-sur-Ollon | Janja Garnbret | Mina Markovič      | Anak Verhoeven       |
| 12.07. – 13.07.2017 | Chamonix          | Janja Garnbret | Jain Kim           | Anak Verhoeven       |
| 28.07. – 29.07.2017 | Briançon          | Janja Garnbret | Anak Verhoeven     | Jain Kim             |
| 25.08. – 26.08.2017 | Arco              | Jain Kim       | Anne-Sophie Koller | Janja Garnbret       |
| 23.09. – 24.09.2017 | Edinburgh         | Janja Garnbret | Jessica Pilz       | Jain Kim             |
| 07.10. – 08.10.2017 | Wujiang           | Janja Garnbret | Jain Kim           | Julia Chanourdie     |
| 14.10. – 15.10.2017 | Xiamen            | Anak Verhoeven | Ashima Shiraishi   | Janja Garnbret       |
| 11.11. – 12.11.2017 | Kranj             | Janja Garnbret | Jain Kim           | Molly Thompson-Smith |

### Boulder
| Datum               | Ort         | 1. Platz       | 2. Platz       | 3. Platz      |
| ------------------- | ----------- | -------------- | -------------- | ------------- |
| 07.04. – 08.04.2017 | Meiringen   | Shauna Coxsey  | Janja Garnbret | Miho Nonaka   |
| 22.04. – 23.04.2017 | Chongqing   | Janja Garnbret | Shauna Coxsey  | Akiyo Noguchi |
| 29.04. – 30.04.2017 | Nanjing     | Shauna Coxsey  | Janja Garnbret | Miho Nonaka   |
| 06.05. – 07.05.2017 | Hachiōji    | Janja Garnbret | Akiyo Noguchi  | Miho Nonaka   |
| 09.06. – 10.06.2017 | Vail        | Shauna Coxsey  | Akiyo Noguchi  | Miho Nonaka   |
| 24.06. – 25.06.2017 | Navi Mumbai | Shauna Coxsey  | Miho Nonaka    | Akiyo Noguchi |
| 18.08. – 19.08.2017 | München     | Janja Garnbret | Shauna Coxsey  | Akiyo Noguchi |

### Speed
| Datum               | Ort               | 1. Platz       | 2. Platz             | 3. Platz           |
| ------------------- | ----------------- | -------------- | -------------------- | ------------------ |
| 22.04. – 23.04.2017 | Chongqing         | Julija Kaplina | Maria Krasavina      | Alla Marenych      |
| 29.04. – 30.04.2017 | Nanjing           | Julija Kaplina | Maria Krasavina      | Anouck Jaubert     |
| 07.07. – 08.07.2017 | Villars-sur-Ollon | Anouck Jaubert | Julija Kaplina       | Maria Krasavina    |
| 25.08. – 26.08.2017 | Arco              | Anouck Jaubert | Julija Kaplina       | Anna Zyganova      |
| 23.09. – 24.09.2017 | Edinburgh         | Anouck Jaubert | Maria Krasavina      | Julija Kaplina     |
| 07.10. – 08.10.2017 | Wujiang           | Julija Kaplina | Anouck Jaubert       | Jelisaweta Iwanowa |
| 14.10. – 15.10.2017 | Xiamen            | Anouck Jaubert | Aries Susanti Rahayu | Anna Zyganova      |